# Varpaluoto
Varpaluoto är en ö i Finland. Den ligger i sjön Venäjänjärvi och i kommunen Ruokolax i den ekonomiska regionen  Imatra ekonomiska region  och landskapet Södra Karelen, i den södra delen av landet, 220 km nordost om huvudstaden Helsingfors. Öns area är 0,6 hektar och dess största längd är 90 meter i sydöst-nordvästlig riktning.